# Archandra
Archandra is een kevergeslacht uit de familie van de boktorren (Cerambycidae). De wetenschappelijke naam van het geslacht werd voor het eerst geldig gepubliceerd in 1912 door Lameere.

## Soorten
Archandra is monotypisch en omvat slechts de volgende soort:
- Archandra caspia (Ménétriés, 1832)